# Gurien
Gurien (georgiska: გურია, Guria) är en mchare (region) i västra Georgien, med gräns till östra änden av Svarta havet, 321 kilometer väster om huvudstaden Tbilisi. Regionen har 113 350 invånare (2014) och huvudstad är Ozurgeti. 

Gurien gränsar till Megrelien i nordväst, Imeretien i norr, Samtsche-Dzjavachetien i öst, Adzjarien i söder och Svarta havet i väst. Provinsen har en yta på 2033 km². 

Gurien är en jordbruksregion med subtropiska plantage och teodlingar. Ett stort företag i regionen är Supsja oljehamn, som ligger i närheten av hamnstaden Poti och är den sista delen i Baku-Supsja-oljeledningen.
Gurien består av tre administrativa distrikt (3):
- Ozurgeti
- Lantjchuti
- Tjochatauri